# 籍忠寅
籍忠寅（1877年4月19日—1930年9月24日），字亮侪，曾自署困斋，直隶任邱端村人，清朝及中华民国政治人物。

## 生平
生于光绪三年三月六日（1877年4月19日）。早年随其兄籍忠宣（进士）学习。他17岁丧父，22岁丧母。19岁时，参加童生试，以冠军补博士弟子员。后来肄业于保定莲池书院，是桐城派古文学家吴汝纶的学生。光绪二十八年（1902年），清政府科举废八股改试策论，以优贡入太学，为学使陆宝忠赏识，曾任陆家的家庭教师。光绪二十九年（1903年）中举人。后来，官费留学日本，先后在经纬学堂、正则英语学堂、早稻田大学政治经济科学习。他在日本共留学5年。在日本期间，因为用功过度，染上了咯血之疾。光绪三十四年（1908年）暑假回国，在济南探望籍忠宣时，籍忠宣突然病逝，他遂帮助料理了丧事。后来，自己前往天津看病，任北洋法政专门学堂教务长。此后，当选顺直谘议局议员、资政院议员，还参与发起成立了宪友会。后在拣选考试中取一等，以知县用。
中华民国成立后，历任北京临时参议院议员、常任法制委员、民元国会参议院议员、常任财政委员、研究宪法委员会委员、法律编查会编查员、天津中国银行副行长、直隶巡按使署顾问、经界局专任评议员、政事堂存记等职务。其间，和周印昆、陈叔通等人发起成立共和党，后来该党又和民主党、统一党合并为进步党。民国四年（1915年）袁世凯称帝，当时署任云南省财政厅长，参加蔡锷领导的反袁起义，还利用社会关系，替梁启超、蔡锷联络冯国璋。次年袁世凯去世后，讨袁诸将领争权，通过游说，促使蔡锷、冯国璋、段祺瑞三方达成共识，“期于互相援契”。但因蔡锷不久即去世，此议遂付之东流。
后来，进步党发生分裂，参与组建宪法研究会，成为“研究系”的骨干。民国六年（1917年）张勋复辟，遭到梁启超抨击，又为梁启超联络游说冯国璋。事后，他任安福国会议员。但因国会受到“安福系”控制，遂和其他“研究系”成员相继转而从事文化教育工作，参与创立尚志学会、新学会等文化社团，还和梁启超创建的讲学社一同邀请杜威、罗素来中国演讲。“研究系”成员还创办了《晨报》、《国民公报》、《时事新报》，是办报资金的主要筹集者之一。民国九年（1920年），任国会筹备事务局局长时，和刘壬三等人筹建福星面粉公司，并任董事。
47岁之后，在北京（1928年后改称北平）养病，以诗书自娱自乐。民国十九年（1930年）9月24日逝世。

## 家庭
- 曾祖父：籍廷对
- 祖父：籍承庥
- 父：籍葆光，字瑞邦，封奉政大夫，有子二人（忠宣、忠寅）
- 兄：籍忠宣，字陆侪，进士，内阁中书，山东候补同知。

## 著作
- 《困斋杂稿》
- 《困斋诗稿》
- 《困斋诗集》
  - 《病呻集》（即《困斋诗集》第二卷）
- 《困斋文集》